# Amblypodia
Amblypodia är ett släkte av fjärilar. Amblypodia ingår i familjen juvelvingar.

## Bildgalleri

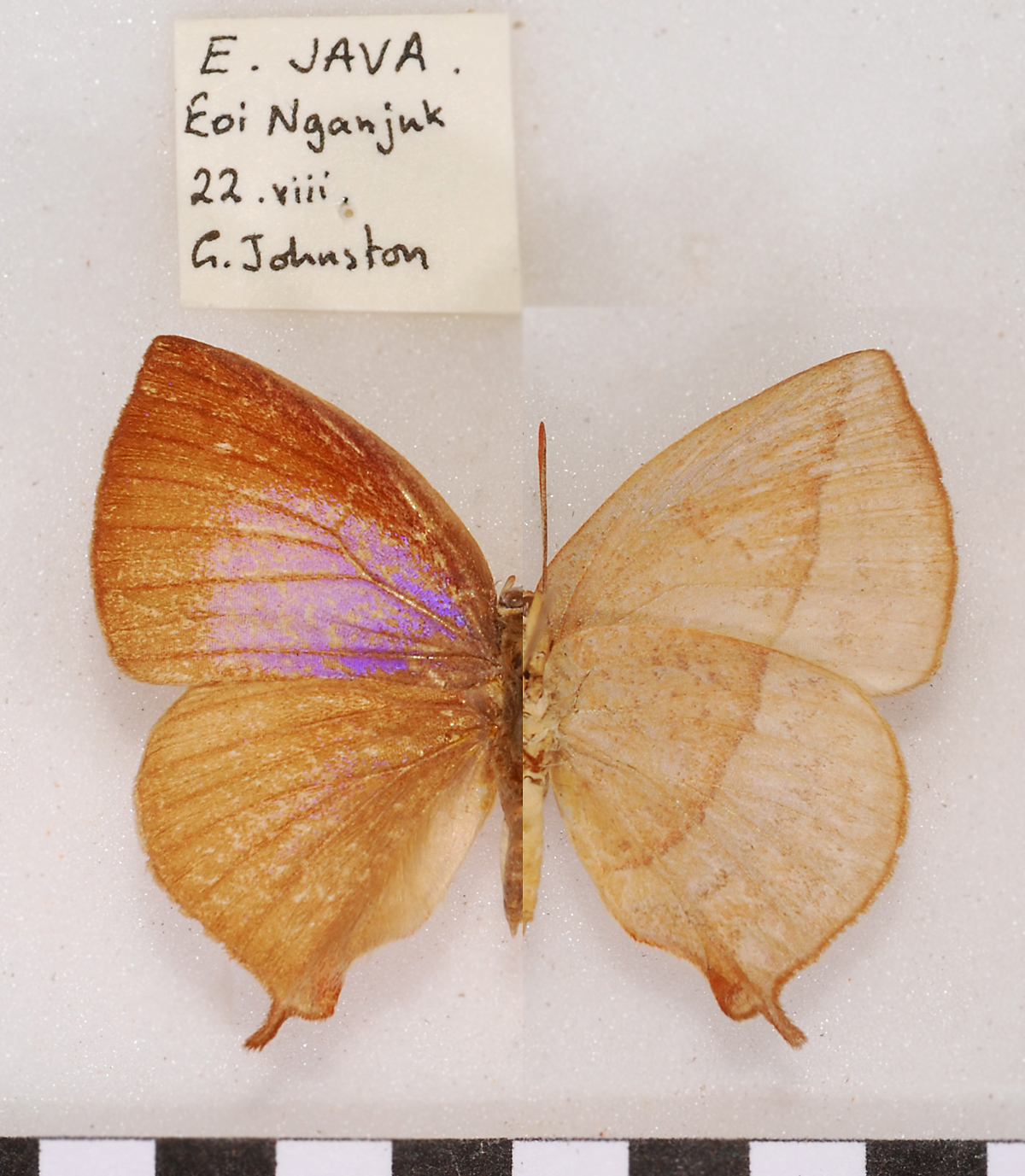
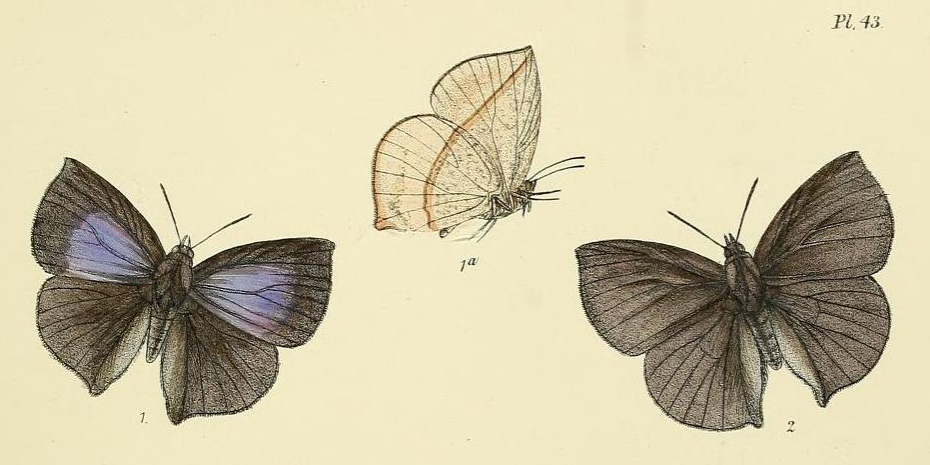
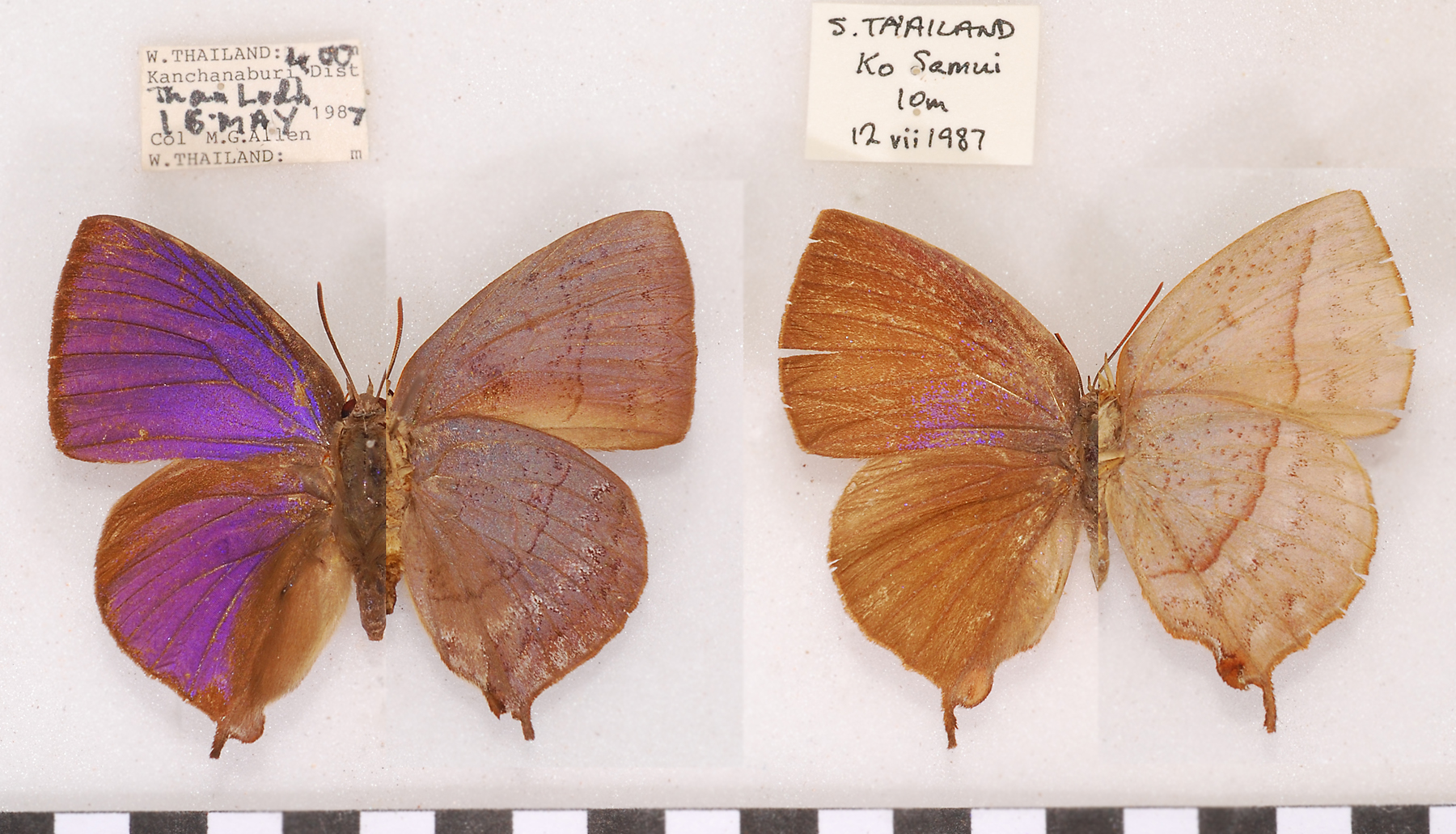
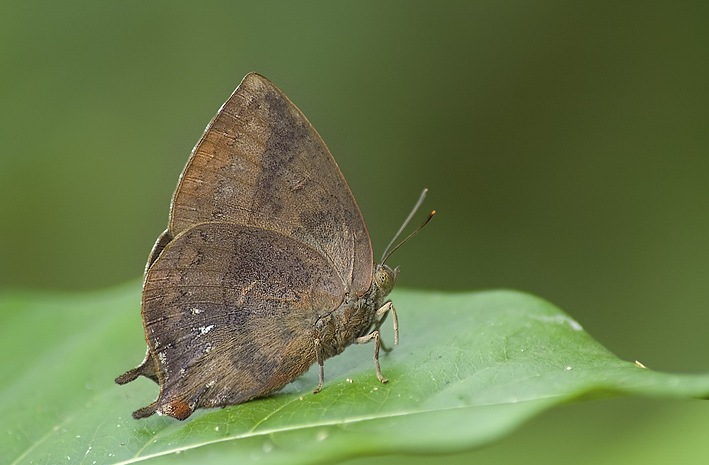
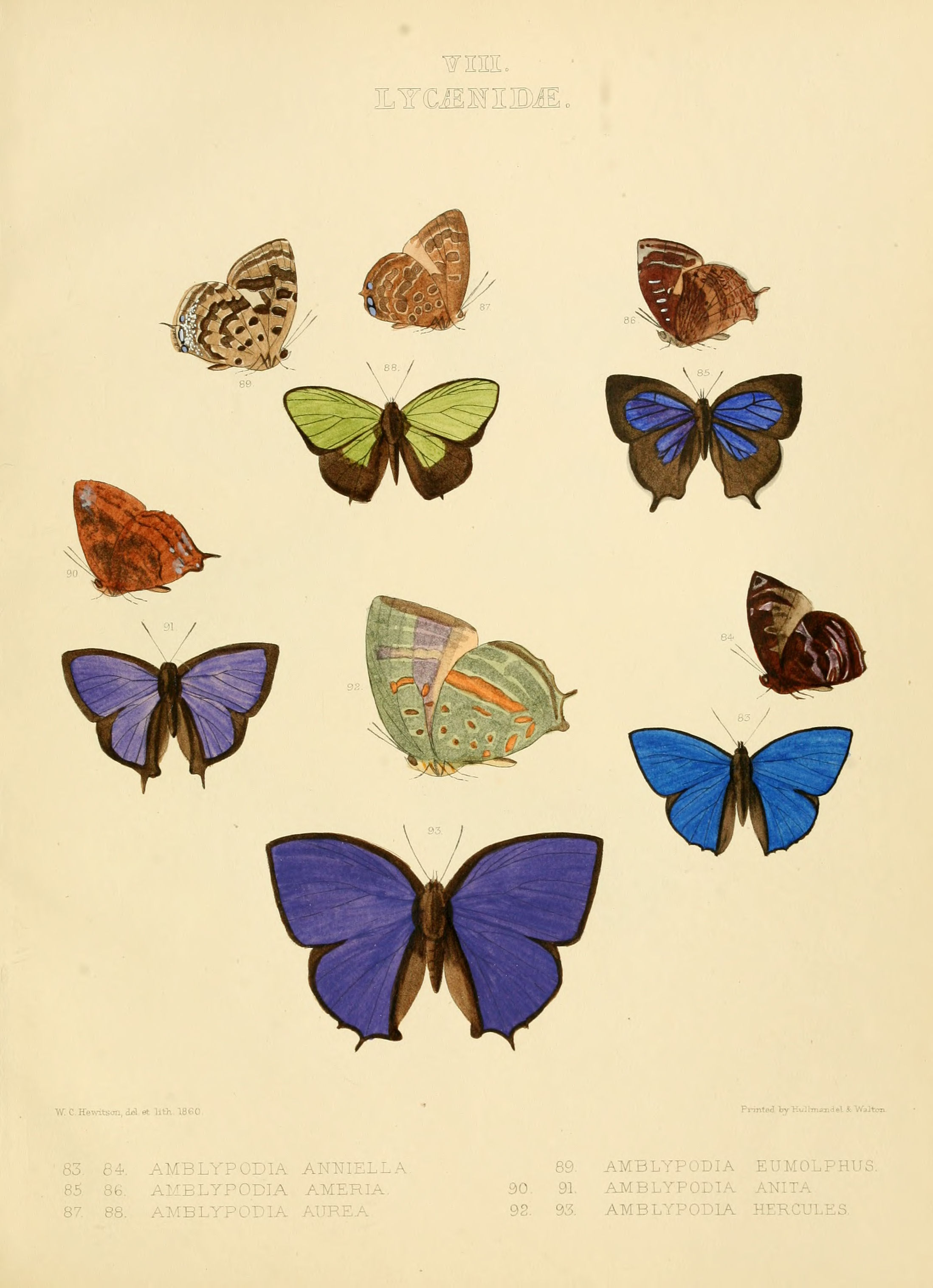
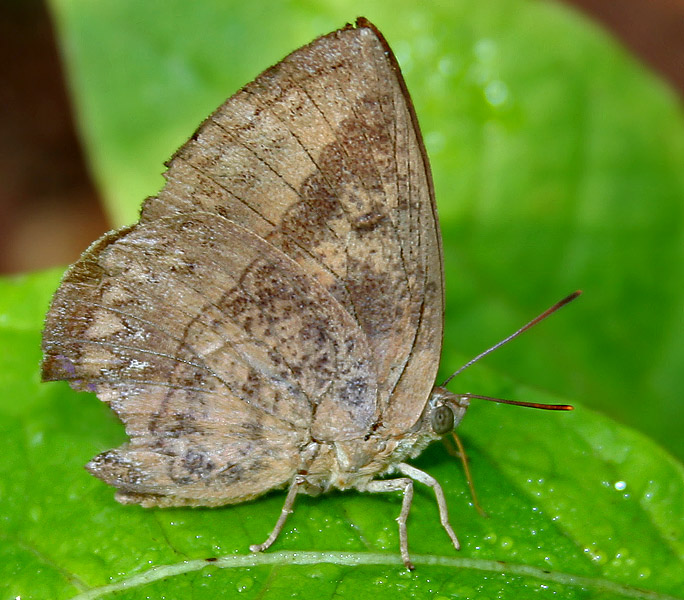

## Dottertaxa tillAmblypodia, i alfabetisk ordning[1]
- Amblypodia acerba
- Amblypodia acron
- Amblypodia adatha
- Amblypodia adonias
- Amblypodia adorea
- Amblypodia agaba
- Amblypodia aglais
- Amblypodia agnis
- Amblypodia alaemon
- Amblypodia alax
- Amblypodia alazonia
- Amblypodia albopunctata
- Amblypodia alce
- Amblypodia alesia
- Amblypodia alinda
- Amblypodia amazona
- Amblypodia andamanica
- Amblypodia andersoni
- Amblypodia angulata
- Amblypodia anita
- Amblypodia anna
- Amblypodia annetta
- Amblypodia anniella
- Amblypodia annulata
- Amblypodia anunda
- Amblypodia area
- Amblypodia areste
- Amblypodia arestina
- Amblypodia aricia
- Amblypodia aronya
- Amblypodia arracana
- Amblypodia artegae
- Amblypodia arzenius
- Amblypodia asinarus
- Amblypodia atarana
- Amblypodia ate
- Amblypodia aurelia
- Amblypodia axiothea
- Amblypodia azenia
- Amblypodia baluana
- Amblypodia bangkaiensis
- Amblypodia basalus
- Amblypodia batjana
- Amblypodia bicolora
- Amblypodia buxtoni
- Amblypodia caelestis
- Amblypodia capeta
- Amblypodia cephalus
- Amblypodia confusa
- Amblypodia cormica
- Amblypodia courvoisieri
- Amblypodia crabyle
- Amblypodia darana
- Amblypodia democritus
- Amblypodia dera
- Amblypodia detrita
- Amblypodia dilutior
- Amblypodia dina
- Amblypodia disparilis
- Amblypodia dodonaea
- Amblypodia eberalda
- Amblypodia elfeta
- Amblypodia elga
- Amblypodia erebina
- Amblypodia erichsonii
- Amblypodia eridanus
- Amblypodia eucolpis
- Amblypodia fabiana
- Amblypodia faisina
- Amblypodia fara
- Amblypodia fruhstorferi
- Amblypodia georgias
- Amblypodia geron
- Amblypodia gigantea
- Amblypodia gilolensis
- Amblypodia grynea
- Amblypodia hagius
- Amblypodia hainana
- Amblypodia helenore
- Amblypodia hesba
- Amblypodia hewitsoni
- Amblypodia horishana
- Amblypodia husaina
- Amblypodia hyacinthus
- Amblypodia japonica
- Amblypodia karennia
- Amblypodia kotoshona
- Amblypodia kuehni
- Amblypodia loomisi
- Amblypodia lupola
- Amblypodia lycaenaria
- Amblypodia malanga
- Amblypodia malangana
- Amblypodia manilana
- Amblypodia maymyoia
- Amblypodia mimetta
- Amblypodia minnetta
- Amblypodia mohamad
- Amblypodia molleri
- Amblypodia narada
- Amblypodia naradoides
- Amblypodia oberthuri
- Amblypodia obscura
- Amblypodia ocrida
- Amblypodia oenotria
- Amblypodia olinda
- Amblypodia orla
- Amblypodia osia
- Amblypodia ovomaculata
- Amblypodia oxiothea
- Amblypodia pallida
- Amblypodia palowna
- Amblypodia paralea
- Amblypodia patuna
- Amblypodia plateni
- Amblypodia polita
- Amblypodia pycnoptera
- Amblypodia querceti
- Amblypodia quercoides
- Amblypodia rama
- Amblypodia ramosa
- Amblypodia regia
- Amblypodia ribbei
- Amblypodia riley
- Amblypodia salvia
- Amblypodia silhetensis
- Amblypodia smedleyi
- Amblypodia sophax
- Amblypodia sostrata
- Amblypodia soter
- Amblypodia sphetys
- Amblypodia suffusa
- Amblypodia sukabumi
- Amblypodia taooana
- Amblypodia tectona
- Amblypodia tephlis
- Amblypodia theba
- Amblypodia triangularis
- Amblypodia tristis
- Amblypodia turbata
- Amblypodia unnoi
- Amblypodia viola
- Amblypodia violacea
- Amblypodia vivarna
- Amblypodia viviana
- Amblypodia yendava